# Ivan Levaï
Ivan Levaï (Budapest, 18 marzo 1937) è un giornalista, storico e saggista ungherese naturalizzato francese.

## Biografia
Ivan Levaï è nato nel 1937 a Budapest da madre ebrea e da padre ignoto. Sua madre lo fece battezzare cattolico per proteggerlo dall'antisemitismo crescente.
All'età di due anni, lasciò con la madre l'Ungheria e trovò rifugio in Francia. Il piccolo Ivan frequentò le scuole a Parigi all'inizio della seconda guerra mondiale. Dopo la morte per malattia della madre a Parigi nel 1941, Ivan fu affidato all'OSE (Œuvre de secours aux enfants) che lo nascose in campagna per metterlo al riparo dalle persecuzioni antisemite del regime di Vichy. Qui egli ricevette un'istruzione religiosa dapprima protestante, poi cattolica.
Alla fine dei suoi studi, divenne istitutore, poi professore di lettere. Insegnò nella Scuola domenicale il catechismo per i bambini protestanti.
Importante firma dell'informazione cartacea, è anche giornalista radiofonico. Per molti anni ha curato la rassegna stampa sull'emittente radio France Inter.
Ha pubblicato numerosi saggi storici sulla Francia del XX secolo.

## Vita privata
È stato il primo marito di Anne Sinclair: dal matrimonio, terminato con un divorzio, sono nati due dei suoi tre figli (il primogenito è invece frutto di una relazione precedente). Ivan Levaï si è poi risposato con Catherine Turmot.

## Opere
- And why not? : morality and business / François Michelin; an interview with Ivan Levaï and Yves Messarovitch; translated by Marc Sebanc. 2003. French edition: Et pourquoi pas? / François Michelin; avec Ivan Levaï et Yves Messarovitch, 1998.
- La république des mots: de Mendès France à Chirac, dans les allées du pouvoir, 2001.
- La Resistance en France. 1998
- La Seconde guerre mondiale : histoire parallèle ; La Résistance en France : une épopée de la liberté, 1997.
- Vous devriez mettre une cravate bleue : politiques et médias: il faut tout changer!, 2002